# Cosimo Rossi Melocchi
Cosimo Rossi Melocchi (Pistoia, 10 agosto 1758 – Firenze, 12 ottobre 1820) è stato un architetto italiano.

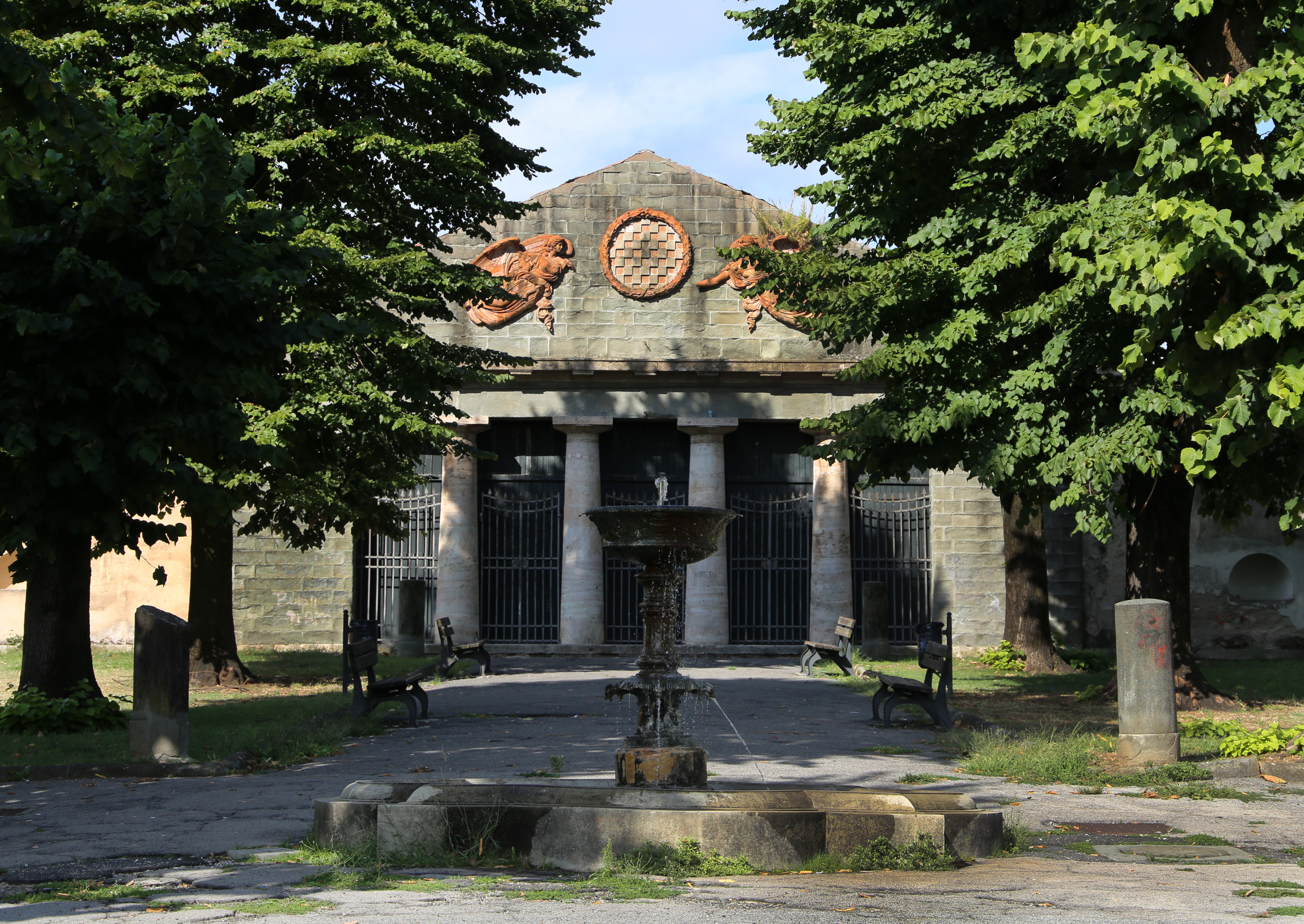
Il Pantheon degli uomini illustri situato in piazza S. Francesco, Pistoia

Dopo i primi insegnamenti a Pistoia, si formò sotto Gaspare Paoletti all'Accademia di belle arti di Firenze e successivamente si recò a Roma, dove soggiornò due anni studiando arte.
Rientrato a Firenze fu incaricato di progettare un apparato effimero per le nozze di Maria Teresa Giuseppa d'Asburgo-Lorena con Antonio di Sassonia.
A Pistoia si interessò del restauro del teatro dei Risvegliati e realizzò il Pantheon degli uomini illustri (1812, completato nel 1827), in cui si avverte un legame con l'opera degli architetti rivoluzionari francesi.
Fu anche autore di saggio sulla determinazione delle ombre delle figure geometriche (1805).